# Sofia Kenin

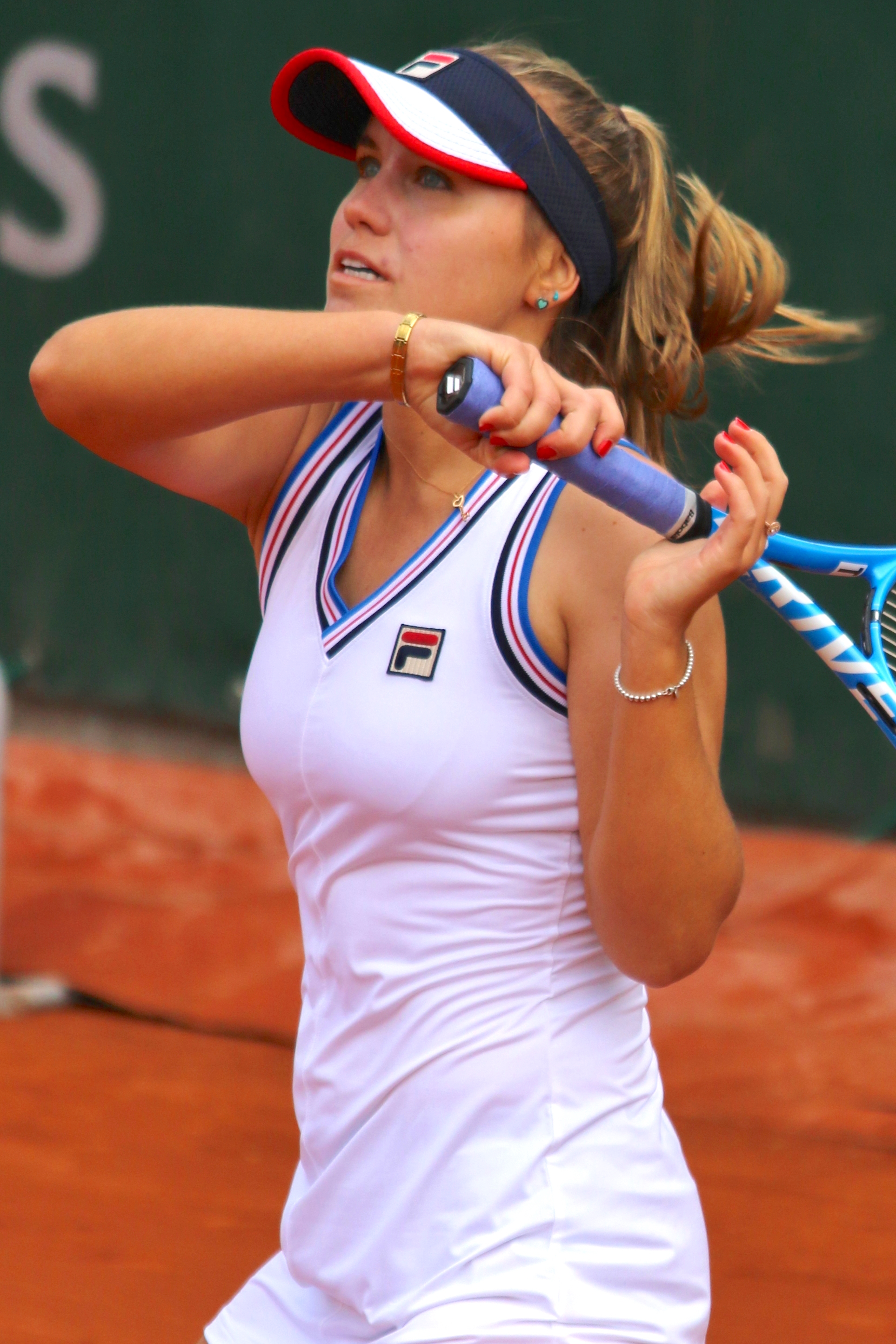
Roland Garros 2019

Sofia Anna Kenin (Moskou, 14 november 1998) is een tennisspeelster uit de Verenigde Staten van Amerika. Zij werd in Moskou geboren en verhuisde na enkele maanden naar de Verenigde Staten. Zij speelt rechtshandig en heeft een tweehandige backhand. Zij is actief in het internationale tennis sinds 2013.

## Loopbaan
Kenin begon op vijfjarige leeftijd met tennis. Reeds op jonge leeftijd was zij een getalenteerd tennisspeelster, die al vroeg tennistoernooien afreisde.
In 2015 kreeg zij als junior-speelster een wildcard voor het vrouwenenkelspeltoernooi van het US Open, waarmee zij haar debuut op een grandslamtoernooi maakte.
Begin 2019 bereikte zij voor het eerst een WTA-finale, in het dubbelspeltoernooi van Auckland, samen met de Canadese Eugenie Bouchard. Zij wonnen de titel, door het koppel Paige Mary Hourigan en Taylor Townsend in de match-tiebreak te verslaan. Een week later won zij haar eerste enkelspeltoernooi in Hobart. In augustus 2019 kwam zij binnen in de top 20 van de wereldranglijst. In oktober won zij de dubbelspeltitel op het Premier Mandatory-toernooi van Peking 2019, samen met landgenote Bethanie Mattek-Sands.
Kenin won op 1 februari 2020 de enkelspeltitel op het Australian Open, haar eerste grandslamzege – in de halve finale versloeg zij de nummer 1 van de wereld, Ashleigh Barty, en in de finale won zij met 4–6, 6–2 en 6–2 van Garbiñe Muguruza. In maart zegevierde zij op het WTA-toernooi van Lyon – daarmee steeg zij naar de vierde plek op de wereldranglijst.
In 2024 won Kenin twee dubbelspeltitels met landgenote Bethanie Mattek-Sands: in februari op het WTA 500-toernooi van Abu Dhabi en in maart op het WTA 1000-toernooi van Miami.

### Tennis in teamverband
In de periode 2018–2023 maakte Kenin deel uit van het Amerikaanse Fed Cup-team – zij behaalde daar een winst/verlies-balans van 4–5.

## Posities op deWTA-ranglijst
Positie per einde seizoen:
| jaar | rang enkelspel | rang dubbelspel |
| ---- | -------------- | --------------- |
| 2015 | 620            | –               |
| 2016 | 212            | 1074            |
| 2017 | 113            | 237             |
| 2018 | 52             | 138             |
| 2019 | 14             | 39              |
| 2020 | 4              | 34              |
| 2021 | 12             | 108             |
| 2022 | 235            | 150             |
| 2023 | 33             | 434             |
| 2024 | 86             | 23              |

## Resultaten grandslamtoernooien
| Legenda | Legenda                          |
| ------- | -------------------------------- |
| g.t.    | geen toernooi gehouden           |
| l.c.    | lagere categorie                 |
| –       | niet deelgenomen                 |
| G       | uitgeschakeld in de groepsfase   |
| 1R      | uitgeschakeld in de eerste ronde |
| 2R      | uitgeschakeld in de tweede ronde |
| 3R      | uitgeschakeld in de derde ronde  |
| 4R      | uitgeschakeld in de vierde ronde |
| KF      | uitgeschakeld in de kwartfinale  |
| HF      | uitgeschakeld in de halve finale |
| F       | de finale verloren               |
| W       | het toernooi gewonnen            |
| w-v     | winst/verlies-balans             |

### Enkelspel
| toernooi        | 2015 | 2016 | 2017 | 2018 | 2019 | 2020 | 2021 | 2022 | 2023 | 2024 | 2025 |
| --------------- | ---- | ---- | ---- | ---- | ---- | ---- | ---- | ---- | ---- | ---- | ---- |
| Australian Open | –    | –    | –    | 1R   | 2R   | W    | 2R   | 1R   | 1R   | 1R   | 1R   |
| Roland Garros   | –    | –    | –    | 1R   | 4R   | F    | 4R   | –    | –    | 3R   | 3R   |
| Wimbledon       | –    | –    | –    | 2R   | 2R   | g.t. | 2R   | –    | 3R   | 1R   | 2R   |
| US Open         | 1R   | 1R   | 3R   | 3R   | 3R   | 4R   | –    | 1R   | 2R   | 2R   |      |

### Vrouwendubbelspel
| toernooi        | 2018 | 2019 | 2020 | 2021 | 2022 | 2023 | 2024 | 2025 |
| --------------- | ---- | ---- | ---- | ---- | ---- | ---- | ---- | ---- |
| Australian Open | –    | 1R   | 3R   | 1R   | 1R   | 1R   | 1R   | 1R   |
| Roland Garros   | –    | 2R   | KF   | –    | –    | –    | 2R   | 1R   |
| Wimbledon       | 2R   | 1R   | g.t. | 1R   | –    | –    | 3R   | KF   |
| US Open         | 1R   | 1R   | 2R   | –    | 1R   | 1R   | 3R   |      |

### Gemengd dubbelspel
| toernooi        | 2017 |
| --------------- | ---- |
| Australian Open | –    |
| Roland Garros   | –    |
| Wimbledon       | –    |
| US Open         | 1R   |

## Palmares
| Legenda                 |
| ----------------------- |
| Grandslamtoernooi       |
| Olympische Spelen       |
| Year-End Championships  |
| Premier Mandatory       |
| Premier Five / WTA 1000 |
| Premier / WTA 500       |
| International / WTA 250 |
| Challenger / WTA 125    |

### Overwinningen op een regerend nummer 1
Kenin heeft tot op heden driemaal een partij tegen een op dat ogenblik heersend leider van de wereldranglijst gewonnen (peildatum 30 januari 2020):
| nr. | datum      | toernooi        | ronde        | tegenstandster | score               |         |
| --- | ---------- | --------------- | ------------ | -------------- | ------------------- | ------- |
| 1.  | 2019-08-06 | WTA Toronto     | tweede ronde | Ashleigh Barty | 6-7, 6-3, 6-4       | details |
| 2.  | 2019-08-16 | WTA Cincinnati  | kwartfinale  | Naomi Osaka    | 6-4, 1-6, 2-0, opg. | details |
| 3.  | 2020-01-30 | Australian Open | halve finale | Ashleigh Barty | 7-6, 7-5            | details |

In augustus 2019 schakelde Kenin in twee opeenvolgende weken de vigerende nummer één uit. Dat was op de WTA-tour niet meer gebeurd sinds oktober 2001, toen Lindsay Davenport op het WTA-toernooi van Filderstadt 2001 Martina Hingis uitschakelde in de halve finale, gevolgd door het WTA-toernooi van Zürich 2001 waar Davenport te sterk was voor de kersverse nummer één Jennifer Capriati, ook weer in de halve finale.

### WTA-finaleplaatsen enkelspel
| nr.              | finale     | toernooi        | ondergrond    | tegenstandster            | score         |         |
| ---------------- | ---------- | --------------- | ------------- | ------------------------- | ------------- | ------- |
| gewonnen finales |            |                 |               |                           |               |         |
| 1.               | 2019-01-12 | WTA Hobart      | hardcourt     | Anna Karolína Schmiedlová | 6-3, 6-0      | details |
| 2.               | 2019-06-23 | WTA Mallorca    | gras          | Belinda Bencic            | 6-7, 7-6, 6-4 | details |
| 3.               | 2019-09-21 | WTA Guangzhou   | hardcourt     | Samantha Stosur           | 6-7, 6-4, 6-2 | details |
| 4.               | 2020-02-01 | Australian Open | hardcourt     | Garbiñe Muguruza          | 4-6, 6-2, 6-2 | details |
| 5.               | 2020-03-08 | WTA Lyon        | hardcourt (i) | Anna-Lena Friedsam        | 6-2, 4-6, 6-4 | details |
| verloren finales |            |                 |               |                           |               |         |
| 1.               | 2019-03-02 | WTA Acapulco    | hardcourt     | Wang Yafan                | 6-2, 3-6, 5-7 | details |
| 2.               | 2020-10-10 | Roland Garros   | gravel        | Iga Świątek               | 4-6, 1-6      | details |
| 3.               | 2023-09-16 | WTA San Diego   | hardcourt     | Barbora Krejčíková        | 4-6, 6-2, 4-6 | details |
| 4.               | 2024-10-27 | WTA Tokio       | hardcourt     | Zheng Qinwen              | 6-7, 3-6      | details |
| 5.               | 2025-04-06 | WTA Charleston  | gravel        | Jessica Pegula            | 3-6, 5-7      | details |

### WTA-finaleplaatsen dubbelspel
| nr.              | finale     | toernooi       | ondergrond | partner               | tegenstandsters                     | score            |         |
| ---------------- | ---------- | -------------- | ---------- | --------------------- | ----------------------------------- | ---------------- | ------- |
| gewonnen finales |            |                |            |                       |                                     |                  |         |
| 1.               | 2019-01-06 | WTA Auckland   | hardcourt  | Eugenie Bouchard      | Paige Mary Hourigan Taylor Townsend | 1-6, 6-1, [10-7] | details |
| 2.               | 2019-10-06 | WTA Peking     | hardcourt  | Bethanie Mattek-Sands | Jeļena Ostapenko Dajana Jastremska  | 6-3, 6-7, [10-7] | details |
| 3.               | 2024-02-11 | WTA Abu Dhabi  | hardcourt  | Bethanie Mattek-Sands | Linda Nosková Heather Watson        | 6-4, 7-6         | details |
| 4.               | 2024-03-31 | WTA Miami      | hardcourt  | Bethanie Mattek-Sands | Gabriela Dabrowski Erin Routliffe   | 4-6, 7-6, [11-9] | details |
| verloren finales |            |                |            |                       |                                     |                  |         |
| 1.               | 2025-07-26 | WTA Washington | hardcourt  | Caroline Dolehide     | Taylor Townsend Zhang Shuai         | 1-6, 1-6         | details |